# 이봉룡
이봉룡(李鳳龍, 1914년 8월 3일 ~ 1987년 1월 9일)은 일제강점기와 대한민국의 가수 겸 대중음악 작곡가이다. 어릴 때 이름은 이봉용(李鳳用)이다.

## 생애
전라남도 목포 출생이다. 〈목포의 눈물〉을 부른 가수 이난영의 오빠였다. 아버지가 가정을 돌보지 않고 어머니는 생계를 위해 외지에 나간 어려운 가정 환경에서 성장했다. 보통학교를 졸업하고 음반 상점을 운영하였고, 두 살 아래의 여동생 이난영을 가수로 데뷔시켰다.
이봉룡은 최고의 인기를 누리던 가수인 남인수의 〈낙화유수〉와 〈남아일생〉 등 널리 불리는 노래를 계속 만들었다. 태평양 전쟁 시기에는 군국가요 작곡에 참여한 일이 있다.  신민요의 여왕으로 불리던 기생 출신 가수 이화자의 〈마지막 필적〉(1942)과 같은 해 발표된 장세정의 〈아가씨 위문〉 등이 있다. 2008년 민족문제연구소가 선정한 친일인명사전 수록예정자 명단 음악 부문에 포함되었다.
남북 분단을 묘사한 〈달도 하나 해도 하나〉로 광복 후에도 명성을 유지하던 중, 1950년에 한국 전쟁이 발발하면서 김해송이 행방불명되는 사건이 발생했다. 이봉룡은 김해송 실종 이후 동생 이난영을 데리고 부산으로 피난했으며, 이난영은 7남매를 혼자 키우며 어렵게 생활해야 했다.
전쟁이 끝나도 김해송은 조선인민군에게 사살되었다는 소문만 남긴 채 돌아오지 않았고, 월북했을 가능성도 있는 김해송의 곡들은 대한민국에서 자유롭게 부를 수가 없었다. 이 가운데 이봉룡이 작곡한 것으로 작곡자 이름을 바꾸어 살아남은 곡도 있었다. 장세정의 〈연락선은 떠난다〉, 고운봉의 〈선창〉, 백년설의 〈고향설〉, 이화자의 신민요 〈화류춘몽〉 등 그 수는 적지 않다.
후에 이난영과 김해송의 딸들이 결성한 음악 그룹 김시스터즈의 멤버 중에는 이들과 외사촌 사이인 이봉룡의 딸도 포함되어 있다. 이봉룡은 1956년에 대한레코드작가협회 부회장으로 선출되었고, 1958년에는 센츄리(Century)레코드 전속작곡가로 있었으며, 이후 음반 기업을 운영하다가 1960년대 후반에 딸의 초청으로 미국에 이민하여 생활했다.
말년까지 작곡 활동을 계속했으며, 1961년부터는 직접 엘케엘(LKL)레코드를 운영하기도 했다. 1969년에 자녀들이 있는 미국으로 이민을 가면서 음악 활동을 중단했다. 1986년에 잠시 귀국하여 여관에서 기거하다가 1987년 1월 9일 사망했다.

## 가족 관계
본명이 이옥례(李玉禮)였던 누이동생 이난영이 인기 가수가 되자, 여동생 이난영은 악극단에서 만난 작곡가 김해송과 결혼하였다. 천재적인 재능을 가진 작곡가였던 김해송은 처남이 된 이봉룡에게 작곡을 가르쳐주었다.
하지만 1950년 6·25남침 때 김해송은 납북됐고 홀로있던 이난영에게 당대 최고의 인기 가수 남인수가 연민의 정을 표하며 다가왔다. 2살 아래의 연하였지만 우정을 넘어 연정이 싹튼 두 사람은 세간의 입방아를 무시하고 동거생활을 하였다. 남인수 또한 1962년에 45세 나이로 요절했다. 이난영은 1965년 4월 50세 나이로 회현동 빈집에서 죽었다.
생전에 오빠 이봉룡은 1934년에 가수로 먼저 데뷔하였고 1930년대 후반에 작곡가로 데뷔하여 동생 이난영이 부른 〈목포는 항구다〉(1942)가 크게 히트하는 등 인기 작곡가로 활동했다. 이 노래는 〈목포의 눈물〉과 함께 지금까지도 목포를 상징하는 곡으로 남았다.

## 같이 보기
- 이난영

## 참고자료
- “가요 작곡가 李鳳龍씨 투숙여관서 변사”. 조선일보. 1987년 1월 10일. 11면면.
- “추억의 스타 앨범 이봉룡 편 - ‘연락선은 떠난다’의 작곡가 (1972.02.27 방송)”. 동아방송 DBS. 2008년 1월 30일. 2008년 5월 17일에 확인함.
- 「냉전 아시아의 문화풍경」, 성공회대 동아시아연구소 저, 현실문화연구(2008년, 521~537p)